# Barueri
Barueri, amtlich portugiesisch Município de Barueri, ist eine Stadt im brasilianischen Bundesstaat São Paulo, ca. 25 km nordwestlich der Stadt São Paulo, zu deren urbaner Agglomeration es gehört. Barueri ist Teil der Metropolregion São Paulo und eines der Hauptfinanzzentren des Landes. Barueri ist eine der reichsten Städte Brasiliens. Zum 1. Juli 2019 lebten in Barueri geschätzt 274.182 Menschen auf 65,7 km².

## Geschichte
Historikern zufolge geht die Stadt auf eine von dem Jesuiten José de Anchieta im Jahre 1560 gegründete Kirche und Siedlung zurück. Der Anschluss an das Eisenbahnnetz 1875 brachte einen Wachstumsschub. Barueri war bis zur gesetzlichen Eigenständigkeit 1948 (Lei Estadual n.º 233) der Distrito de Barueri des Munizips Santana de Parnaíba, die Emanzipation als sich selbstverwaltendes Munizip erfolgte am 26. März 1949.

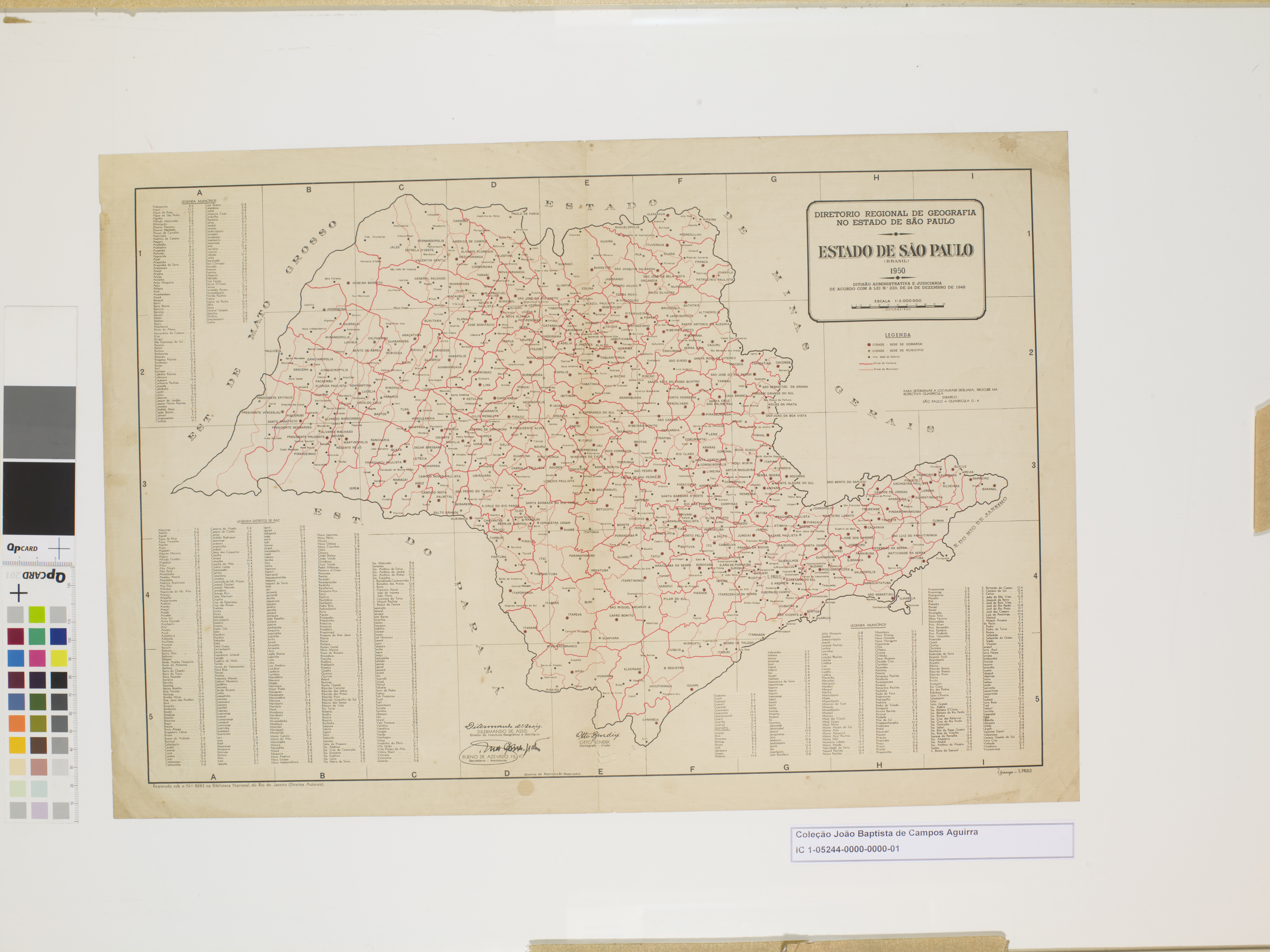
Karte des Bundesstaates São Paulo (1948).

## Bevölkerung
| Bevölkerungsentwicklung | Bevölkerungsentwicklung |
| Jahr                    | Bevölkerung             |
| ----------------------- | ----------------------- |
| 1950                    | 10.447                  |
| 1960                    | 31.562                  |
| 1970                    | 37.808                  |
| 1980                    | 75.338                  |
| 1991                    | 130.799                 |
| 2000                    | 208.281                 |
| 2010                    | 240.749                 |
| 2022                    | 316.473                 |
| [ 6 ] [ 7 ] [ 8 ]       |                         |

## Stadtgliederung
Barueri wird in 16 Bairros (etwa Stadtviertel) gegliedert:
| 1. Bairro Centro: Betaville I e Bethaville II, Centro, Jardim São Pedro, Parque Santa Luzia; Vila Pouso Alegre; Vila São João, Vila São Jorge e Vila São Miguel; 2. Bairro Califórnia: Jardim Califórnia, Jardim Flórida, Jardim Reginalice, Jardim Santo Antônio; Vila Ceres; Vila Morelato e Vila Universal; 3. Bairro Boa Vista: Jardim dos Camargos, Jardim Barueri, Jardim Boa Vista, Vila Barros, Vila Dom José e Vila Porto; 4. Bairro Alphaville: Alphaville Centro Industrial e Empresarial, Condomínio Centro Comercial, 18 do Forte Empresarial, Conde I e Conde II, Green Valley; Plus Residencial e Residenciais Zero, 1 a 12 5. Bairro Jubran: Centro Comercial e Empresarial Jubran e Villa Solaia; 6. Bairro Tamboré: Centro Empresarial Tamboré e Fazenda Tamboré Residencial; 7. Bairro Engenho Novo: Jardim Graziela, Vila Engenho Novo e Vila São Silvestre; 8. Bairro Cruz Preta: Chácaras Marco, Conjunto Industrial Cápia; Cruz Preta, Jardim Esperança, Jardim Paraíso, Jardim Tupanci, Núcleo Industrial Célia Mota; Recreio Cachoeira; Vila Pindorama e Vila São Luiz; 9. Bairro Mutinga: Cidade Munhoz Júnior, Condomínio Nova Vida; Jardim Santa Cecília, Jardim São Vicente de Paula e Parque Imperial; 10. Bairro Aldeia: Aldeia, Aldeinha, Centro Empresarial Barueri, Jardim Iracema e Vila Nossa Senhora da Escada; 11. Bairro Fazenda Militar: Vila Militar, Vila dos Oficiais, Vila São Francisco e Vila dos Sargentos e de Subtenentes; 12. Bairro Votupoca: Conjunto Habitacional, Jardim do Líbano, Jardim Júlio, Jardim Maria Helena, Jardim Paulista, Jardim San Diego, Jardim Tatiana, Parque Viana, Parque Esmeralda, Outeiro do São Fernando e São Fernando Residencial; 13. Bairro Silveira: Jardim Alberto, Jardim Audir, Jardim Santa Mônica, Jardim São José, Jardim Silveira, Jardim Tupan, Parque dos Camargos, Recanto Phrynéa, Vale do Sol e Residencial Parque das Nações; 14. Bairro Belval: Jardim Belval, Jardim Itaquiti, Jardim Maria Cristina, Vila Iracema, Vila Márcia e Vila Nova; 15. Bairro Altos: Vila Nova e Jardim Belval (parte norte); 16. Bairro Aldeia da Serra: Residencial e Comercial Morada dos Lagos; Residencial Morada dos Pássaros e Residencial Morada das Estrelas. |

## Sport
Barueri hat mit Grêmio Barueri ab 2009 erstmals einen Verein in der ersten brasilianischen Fußball-Liga, der Série A. Grêmio hatte auch in Sportarten wie Basket- und Volleyball Erfolge aufzuweisen. Der Verein zog nach Unstimmigkeiten mit der Stadtverwaltung 2010 in das 600 km entfernte Presidente Prudente um, kehrte aber bereits im Mai 2011 zurück. Die Mannschaft spielt in der 2006 eröffneten Barueri-Arena, die 2007 zunächst knapp 17.000 Zuschauerplätzen aufwies, 2010 wurde die Kapazität auf 35.000 Plätze ausgeweitet. Einstweilen trugen SE Palmeiras aus São Paulo, FC São Paulo und FC Santos in der Erstliga-Saison 2010 einige ihrer Heimspiele hier aus.
Mittlerweile wurde der Campinas Futebol Clube aus Campinas, mitbegründet vom ehemaligen Nationalspieler Careca, nach Barueri transferiert und in SC Barueri umbenannt.
Barueri war Austragungsort einiger Spiele der Frauen-Basketballweltmeisterschaft 2006.

## Persönlichkeiten
- Caihame Esis Steines Jorge (* 1987), Fußballspieler